# Solheim Cup

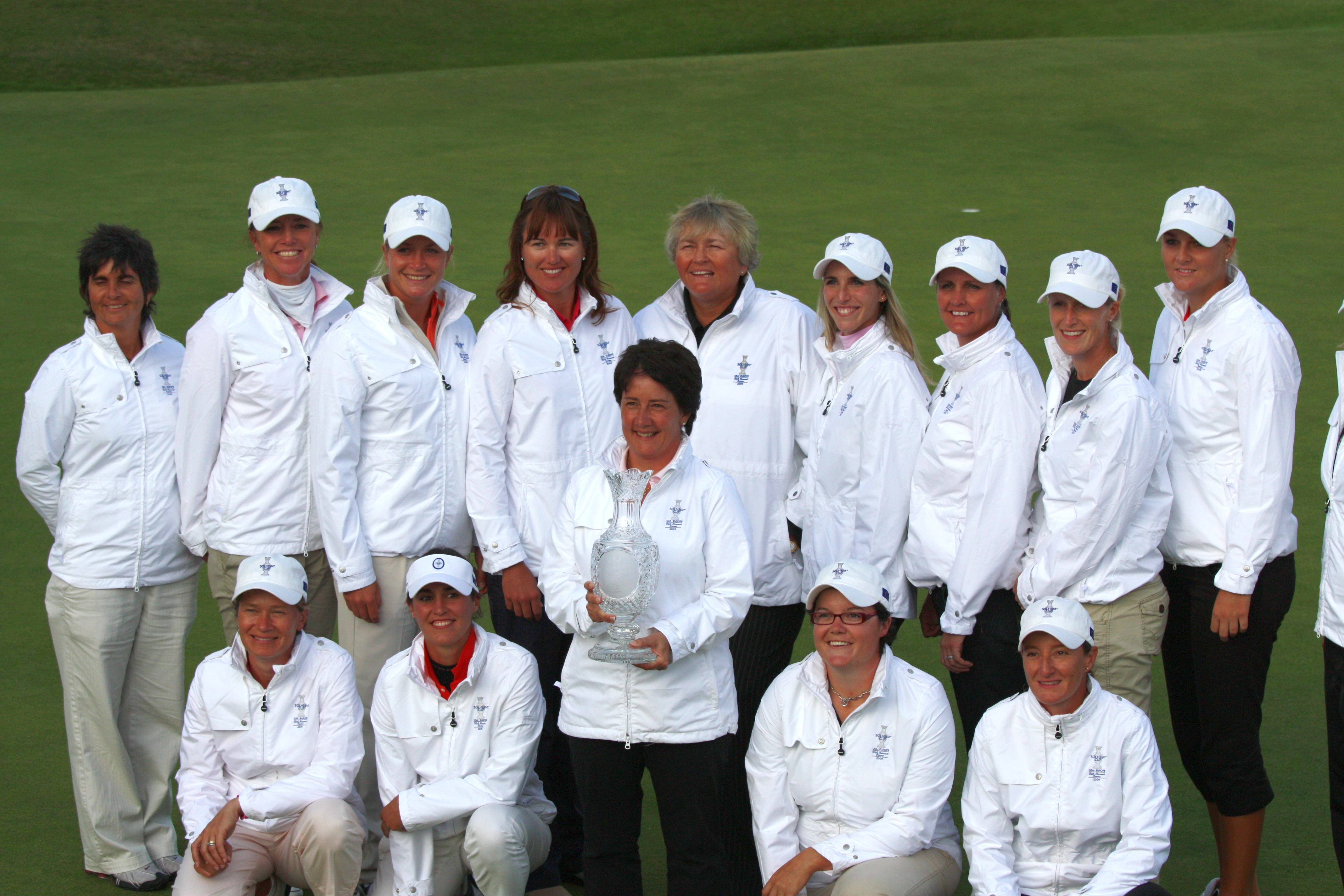
Équipe européenne de 2009

La Solheim Cup est une compétition de golf féminin qui se déroule ordinairement tous les deux ans. Cette compétition, créée en 1990 par Karsten et Louise Solheim oppose par équipes l'Europe et les États-Unis. La première édition se déroule en 1990 aux États-Unis, dont l'équipe américaine sort vainqueur.

## Histoire
Créée en 1990 par Karsten et Louise Solheim, créateur de la marque Ping, la Solheim Cup est une compétition qui respecte le même format que la Ryder Cup, son équivalente chez les hommes. Disputée les années paires de 1990 à 2002, elle est jouée les années impaires depuis 2003.
Elle oppose les meilleures européennes, déterminées par le classement des gains depuis la dernière Solheim Cup sur le Ladies European Tour (LET), le circuit européen, et les meilleures américaines du Ladies Professional Golf Association (LPGA), le circuit américain.
L'épreuve dure trois jours, du vendredi au dimanche. La première formation qui atteint le score de 14 points et demi est déclarée gagnante du trophée.
Les deux premières journées sont des compétitions par équipes de deux :
- Foursomes : les deux joueurs de la même équipe jouent alternativement la même balle. À chaque nouveau trou, le joueur donnant le départ est permuté.
- Fourball ou 4 balles, meilleure balle : Chaque joueur joue sa propre balle. Le meilleur joueur des quatre compétiteurs remporte le point pour son équipe.

Le système de comptabilisation utilisé pour déterminer le vainqueur d'un match lors cette compétition est le match-play. Celui-ci est basé sur les vainqueurs de chaque trou. Le vainqueur d'un trou prend un point. Les résultats d'un match sont présentés de la manière suivante :
- égalité (ou all square) : 1/2 point est attribué à chaque équipe.
- 1 up ou 2 up : le match est allé au bout des 18 trous et le gagnant a terminé avec un ou deux trous d'avance
- 3 et 2, 5 et 4.. : les joueurs n'ont pas disputé l'ensemble des 18 trous. Le joueur gagnant menait de plus de points qu'il ne restait de trous et donc la partie s'achève. Par exemple, dans le cas 3 et 2, il ne restait plus que deux trous à disputer et le joueur gagnant menait de trois points.

## Palmarès
| Année | Lieu                                                                               | Vainqueurs | Score     | Vaincus    | Capitaines                    |
| ----- | ---------------------------------------------------------------------------------- | ---------- | --------- | ---------- | ----------------------------- |
| 1990  | Lake Nona Golf & Country Club Orlando, Floride                                     | États-Unis | 11½ - 4½  | Europe     | JoAnne Carner Mickey Walker   |
| 1992  | Dalmahoy Country Club Édimbourg, Écosse                                            | Europe     | 11½ - 6½  | États-Unis | Kathy Whitworth Mickey Walker |
| 1994  | The Greenbrier White Sulphur Springs, Virginie-Occidentale                         | États-Unis | 13 - 7    | Europe     | JoAnne Carner Mickey Walker   |
| 1996  | St Pierre Golf & Country Club Chepstow, Monmouthshire, Pays de Galles              | États-Unis | 17 - 11   | Europe     | Judy Rankin Mickey Walker     |
| 1998  | Muirfield Village Dublin, Ohio                                                     | États-Unis | 16 - 12   | Europe     | Judy Rankin Pia Nilsson       |
| 2000  | Loch Lomond Golf Club Luss, Argyll and Bute, Écosse                                | Europe     | 14½ - 11½ | États-Unis | Pat Bradley Dale Reid         |
| 2002  | Interlachen Country Club Edina, Minnesota                                          | États-Unis | 15½ - 12½ | Europe     | Patty Sheehan Dale Reid       |
| 2003  | Barsebäck GCC Barsebäck, Scanie, Suède                                             | Europe     | 17½ - 10½ | États-Unis | Patty Sheehan Catrin Nilsmark |
| 2005  | Crooked Stick Golf Club Carmel, Indiana                                            | États-Unis | 15½ - 12½ | Europe     | Nancy Lopez Catrin Nilsmark   |
| 2007  | Halmstad GK Halmstad, Halland, Suède                                               | États-Unis | 16 - 12   | Europe     | Betsy King Helen Alfredsson   |
| 2009  | Rich Harvest Farms Sugar Grove, Illinois                                           | États-Unis | 16 - 12   | Europe     | Beth Daniel Alison Nicholas   |
| 2011  | Killeen Castle Golf Resort Dunsany, Meath, Irlande                                 | Europe     | 15 - 13   | États-Unis | Rosie Jones Alison Nicholas   |
| 2013  | Colorado Golf Club Parker, Colorado                                                | Europe     | 18 - 10   | États-Unis | Meg Mallon Liselotte Neumann  |
| 2015  | Golf Club St. Leon-Rot, St. Leon Course Sankt Leon-Rot, Bade-Wurtemberg, Allemagne | États-Unis | 14½ - 13½ | Europe     | Juli Inkster Carin Koch       |
| 2017  | Des Moines Golf and Country Club West Des Moines, Iowa                             | États-Unis | 16½ – 11½ | Europe     | Juli Inkster Annika Sörenstam |
| 2019  | Gleneagles Hotel, PGA Centenary Course Auchterarder, Perth and Kinross, Écosse     | Europe     | 14½ - 13½ | États-Unis | Juli Inkster Catriona Matthew |
| 2021  | Inverness Club Toledo, Ohio                                                        | Europe     | 15 – 13   | États-Unis | Pat Hurst Catriona Matthew    |
| 2023  | Finca Cortesín Casares, Andalousie, Espagne                                        | Europe     | 14 – 14   | États-Unis | Stacy Lewis Suzann Pettersen  |
| 2024  | Robert Trent Jones Golf Club Gainesville, Virginie                                 | États-Unis | 15½ - 12½ | Europe     | Stacy Lewis Suzann Pettersen  |

## Événements futurs
- 2026  Bernardus Golf, Cromvoirt, Brabant-Septentrional, (Pays-Bas)
- 2028  Valhalla Golf Club (en), Louisville, Kentucky

## Bilan
|            | Victoires États-Unis | Égalités | Victoires Europe |        |
| ---------- | -------------------- | -------- | ---------------- | ------ |
| États-Unis | 11                   | 1        | 7                | Europe |

## Junior Solheim Cup
Une version de la Solheim Cup pour les filles, appelée le PING Junior Solheim Cup, a été inauguré 2002. Elle suit un format similaire à la Solheim Cup et les mêmes caractéristiques des douze premières filles américaines amateurs - définies comme les filles participant à American Junior Golf Association (AJGA) - contre à leurs homologues européens. L'événement se déroule sur deux jours, avec six fourball et six foursome le premier jour, et douze matchs simples la deuxième journée. Chaque événement, à ce jour, a eu lieu dans les dates environnantes de la Solheim Cup.
Les cinq premières éditions ont été remportées par l'équipe qui évolue « à domicile » : l'équipe américaine gagne en 2002, 2005 et 2009, et l'équipe européenne en 2003 et 2007.

### Résultats
| Année | Lieu                                                                         | Vainqueurs | Score     | Vaincus    | Capitaines                             |
| ----- | ---------------------------------------------------------------------------- | ---------- | --------- | ---------- | -------------------------------------- |
| 2002  | Oak Ridge Country Club Hopkins, Minnesota                                    | États-Unis | 17 - 7    | Europe     | Sherri Steinhauer Marta Figueras-Dotti |
| 2003  | Bokskogens Golf Club Bara, Scanie, Suède                                     | Europe     | 12½ - 11½ | États-Unis | Val Skinner Helen Alfredsson           |
| 2005  | The Bridgewater Club Carmel, Indiana                                         | États-Unis | 16 - 8    | Europe     | Colleen Walker Charlotta Sörenstam     |
| 2007  | Bastad Golf Club Båstad, Scanie, Suède                                       | Europe     | 14 - 10   | États-Unis | Donna Andrews Catrin Nilsmark          |
| 2009  | Aurora Country Club Aurora, Illinois                                         | États-Unis | 15½ - 8½  | Europe     | Nancy Lopez Carin Koch                 |
| 2011  | Knightsbrook Resort Spa & Golf Hotel Trim, Meath, Irlande                    | États-Unis | 12 - 12   | Europe     | Meg Mallon Liselotte Neumann           |
| 2013  | Inverness Golf Club Englewood, Colorado                                      | États-Unis | 14½ - 9½  | Europe     | Kathy Whitworth Janice Moodie          |
| 2015  | Golf Club St.Leon-Rot, Rot Course Sankt Leon-Rot, Bade-Wurtemberg, Allemagne | États-Unis | 13 - 11   | Europe     | JoAnne Carner Iben Tinning             |
| 2017  | Des Moines Golf and Country Club, Composite Course #2 West Des Moines, Iowa  | États-Unis | 14½ - 9½  | Europe     | Alice Miller Alison Nicholas           |
| 2019  | Gleneagles Hotel, King’s Course Auchterarder, Perth and Kinross, Écosse      | Europe     | 14½ - 9½  | États-Unis | Mary Bea Porter-King Mickey Walker     |
| 2021  | Sylvania Country Club Toledo, Ohio                                           | Europe     | 13 - 11   | États-Unis | Renee Powell Annika Sörenstam          |
| 2023  | La Zagaleta Golf Club, The Old Course Benahavís, Andalousie, Espagne         | Europe     | 15 - 9    | États-Unis | Amy Alcott Gwladys Nocera              |
| 2024  | Army Navy Country Club Arlington, Virginie                                   | États-Unis | 18½ - 5½  | Europe     | Beth Daniel Gwladys Nocera             |